# ویلیام جورتسبرگ
ویلیام جورتسبرگ (انگلیسی: William Hjortsberg؛ زادهٔ ۱۹۴۱ (۸۳–۸۴ سال)) فیلم‌نامه‌نویس و رمان‌نویس اهل ایالات متحده آمریکا است. وی بیشتر برای نوشتن فیلم‌نامهٔ افسانه و قلب آنجل مشهور است.